# Bullet Tree Falls
Bullet Tree Falls ist ein Dorf am Mopan River im Cayo District, Belize. 2010 hatte der Ort 2.124 Einwohner in 426 Haushalten.

## Geographie
Der Ort liegt ca. 5 km nordwestlich von San Ignacio an einer Flussschleife des Mopan. Es gibt eine Brücke nach Norden und in einem westlichen Ortsteil ein einfaches Wasserversorgungssystem des Belize Social Investment Fund.
Die Paslow Falls Road führt entlang des Flusses nach Westen und dann nach Süden bis Ramonal.
Nach Norden gibt es Straßen nach El Pilar und Fowlers Work weit im Norden.

## Bevölkerung
Die Bevölkerung besteht hauptsächlich aus Spanisch-sprachigen Mestizos sowie einer kleineren Anzahl von Yukatekischen Maya und Belizean Creole.

## Verwaltung
Bullet Tree Falls wird durch ein Village Council aus 7 Personen verwaltet. 2019 war Sabino Pinelo Vorsitzender des Council.

## Geschichte
Bullet Tree Falls wurde ursprünglich durch Holzfäller gegründet und Ende der 1800er war eine Anzahl von Maya-Familien zugezogen. Nach dem Kastenkrieg von Yucatán siedelten sich zahlreiche MayaFlüchtlinge aus dem Norden in dem Gebiet an. Anfang des 20. Jahrhunderts kamen vor allem Mestizos aus Guatemala und Mexiko in den Ort. Die ersten Belizean Creole kamen in den 1950ern nach Bullet Tree Falls von San Ignacio.
In den frühen Tagen der Chicle- und Bauholz-Gewinnung in Belize war das Dorf ein wichtiger Handelsposten. 1961 verursachte der Hurrikan Hattie schwere Schäden im Dorf. Eine Schule und eine Kirche wurden zerstört. 1988 wurde die Salvador Fernandez Bridge fertig gestellt, die eine ältere Holzkonstruktion ersetzte.

## Sehenswürdigkeiten

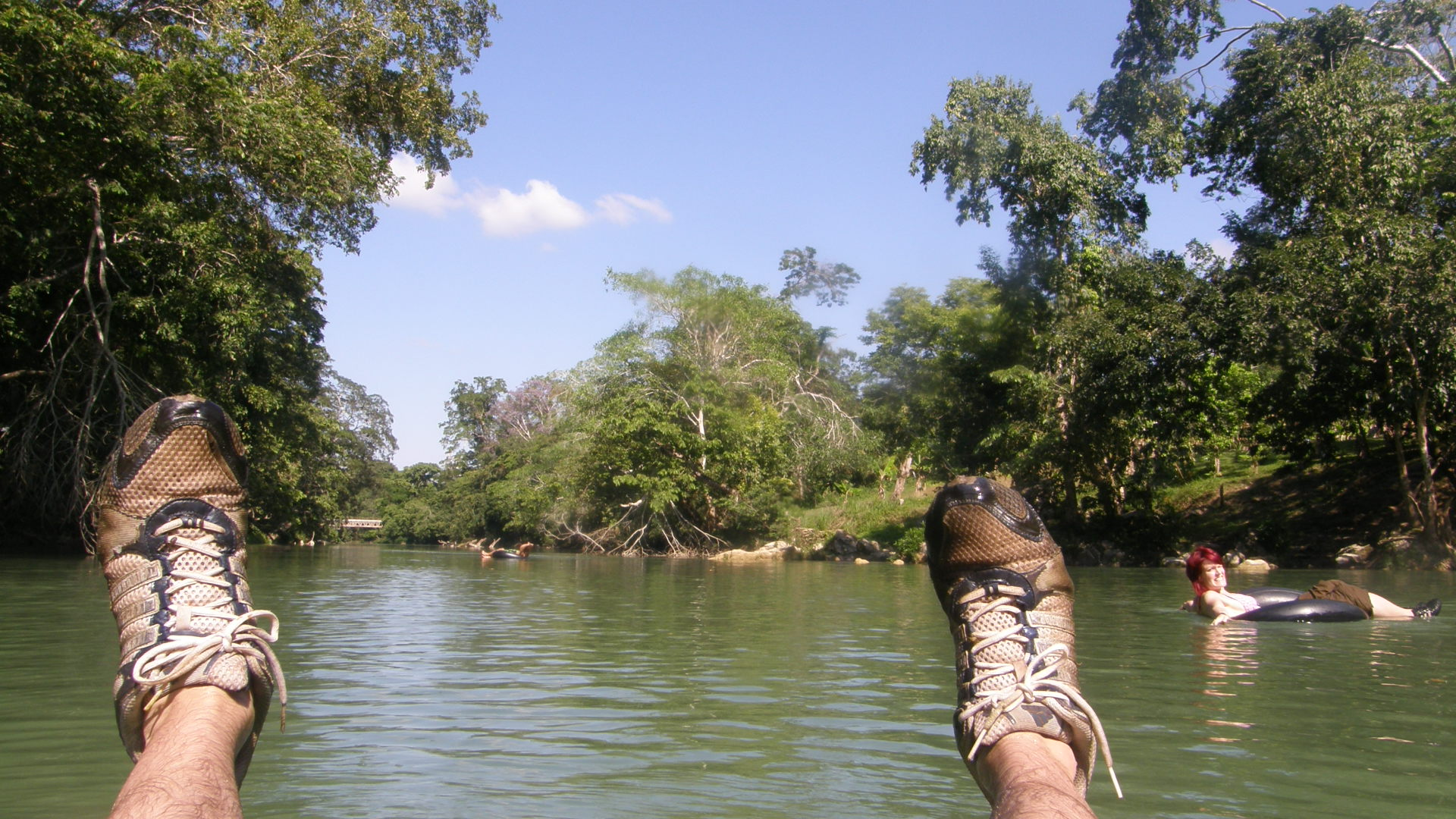
Tubing auf dem Mopan River ist eine Touristenattraktion in Bullet Tree Falls.

Bullet Tree Falls hat ein kleines Tourismus-Gewerbe aufgebaut, da es auf der Strecke zwischen San Ignacio und der El Pilar Maya Archeological Site liegt. Im Dorf gibt es einige Übernachtungsmöglichkeiten und einen kleinen Botanischen Garten.

## Kultur
Im Ort gibt es eine katholische Schule und eine ganze Reihe von Kirchen (Bullet Tree Baptist Church,
Iglesia Evangelica De Bullet Tree, Iglesia Nueva Generacion, Ebenezer Assemblies of God Church, Spencerville Seventh-Day Adventist Church).

## Galerie

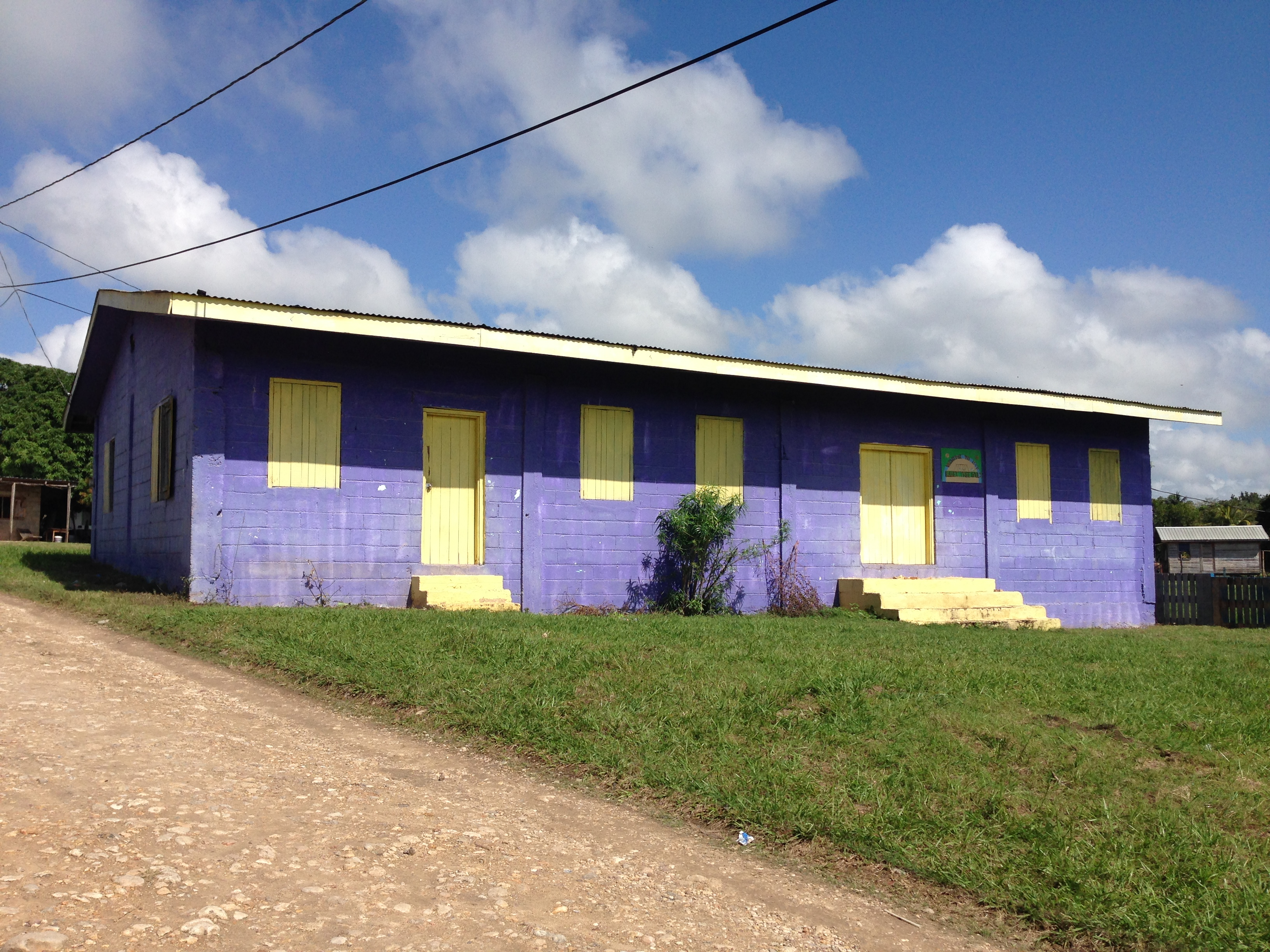
Community Center
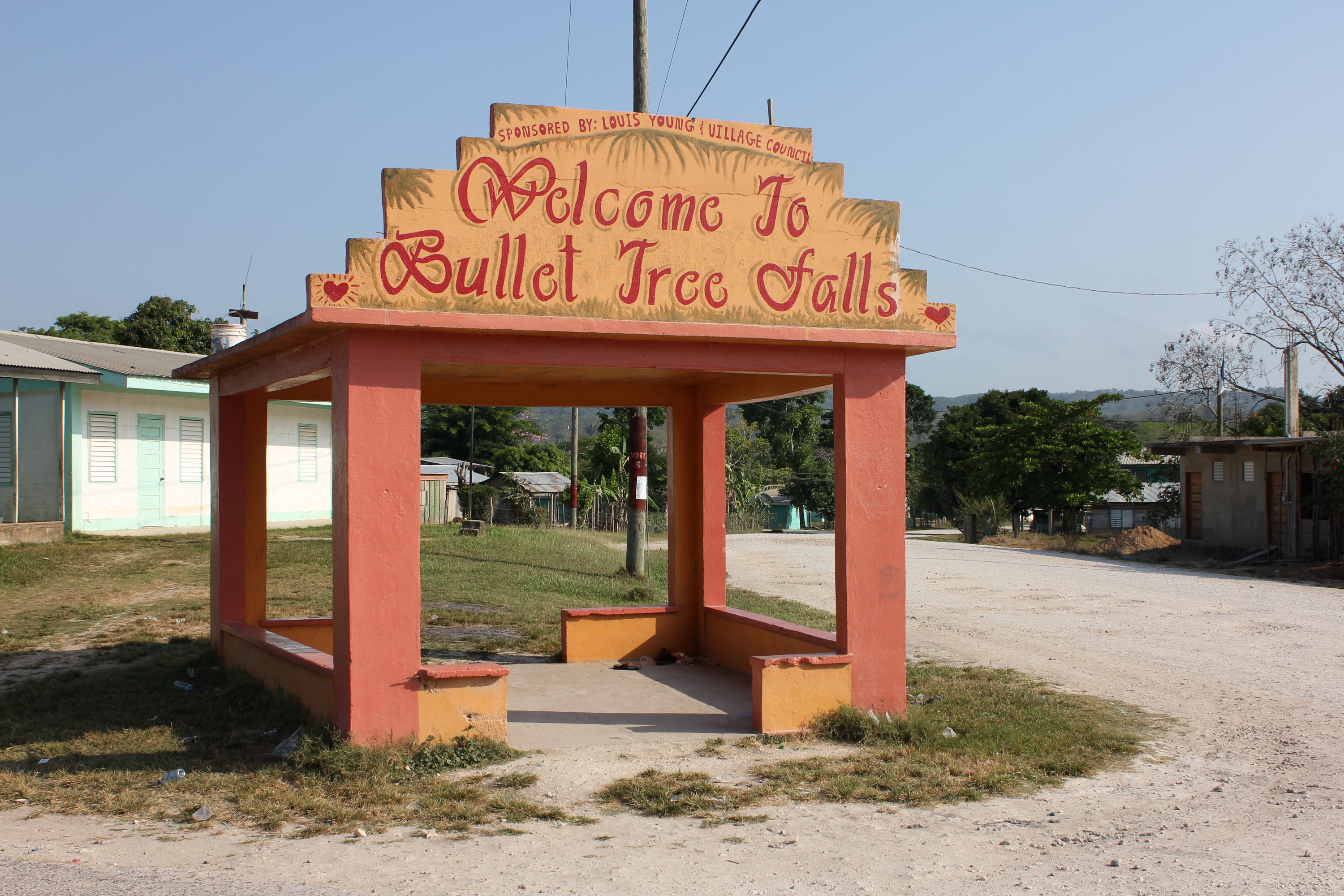
Bushaltestelle
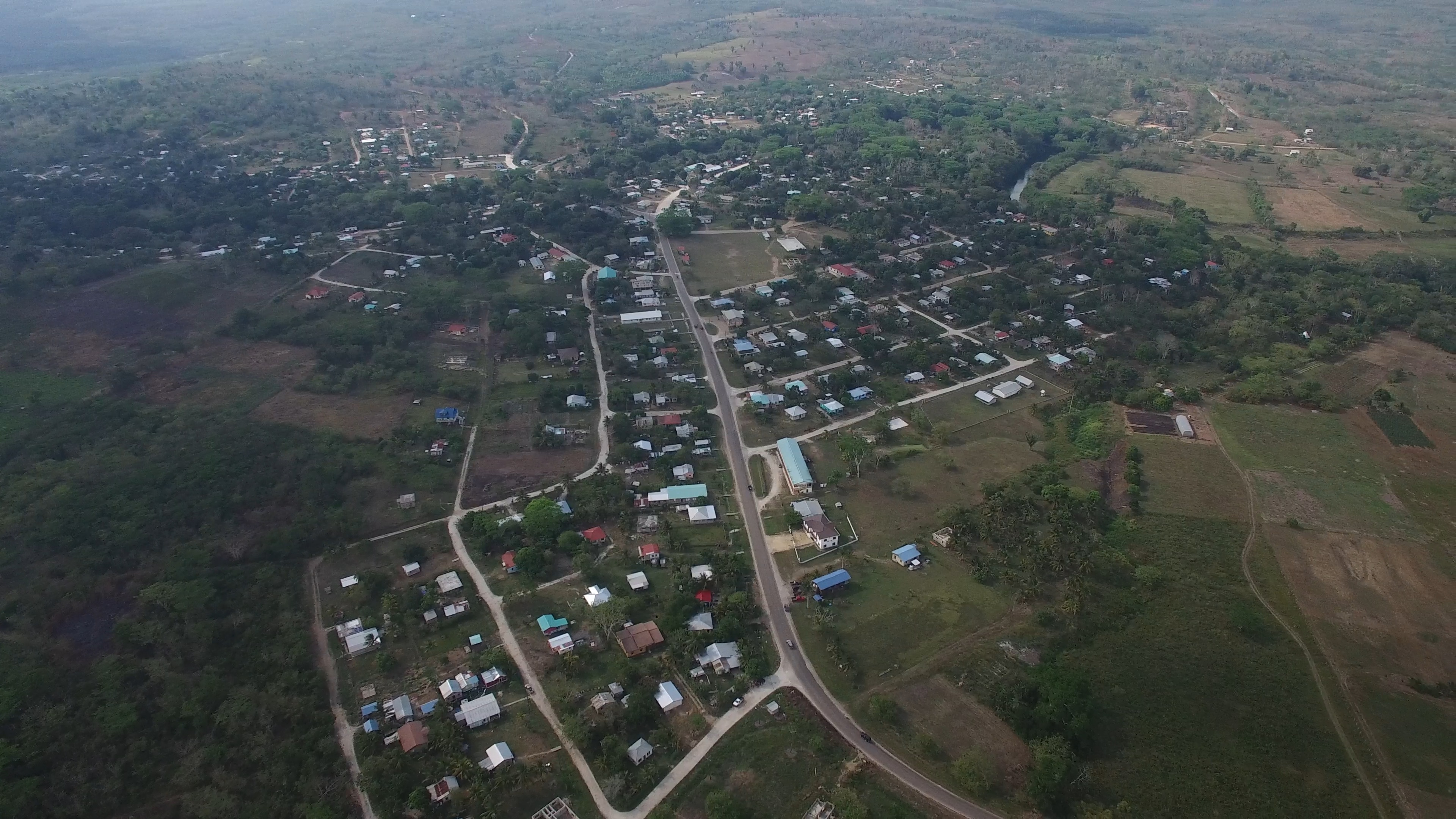
Luftaufnahme
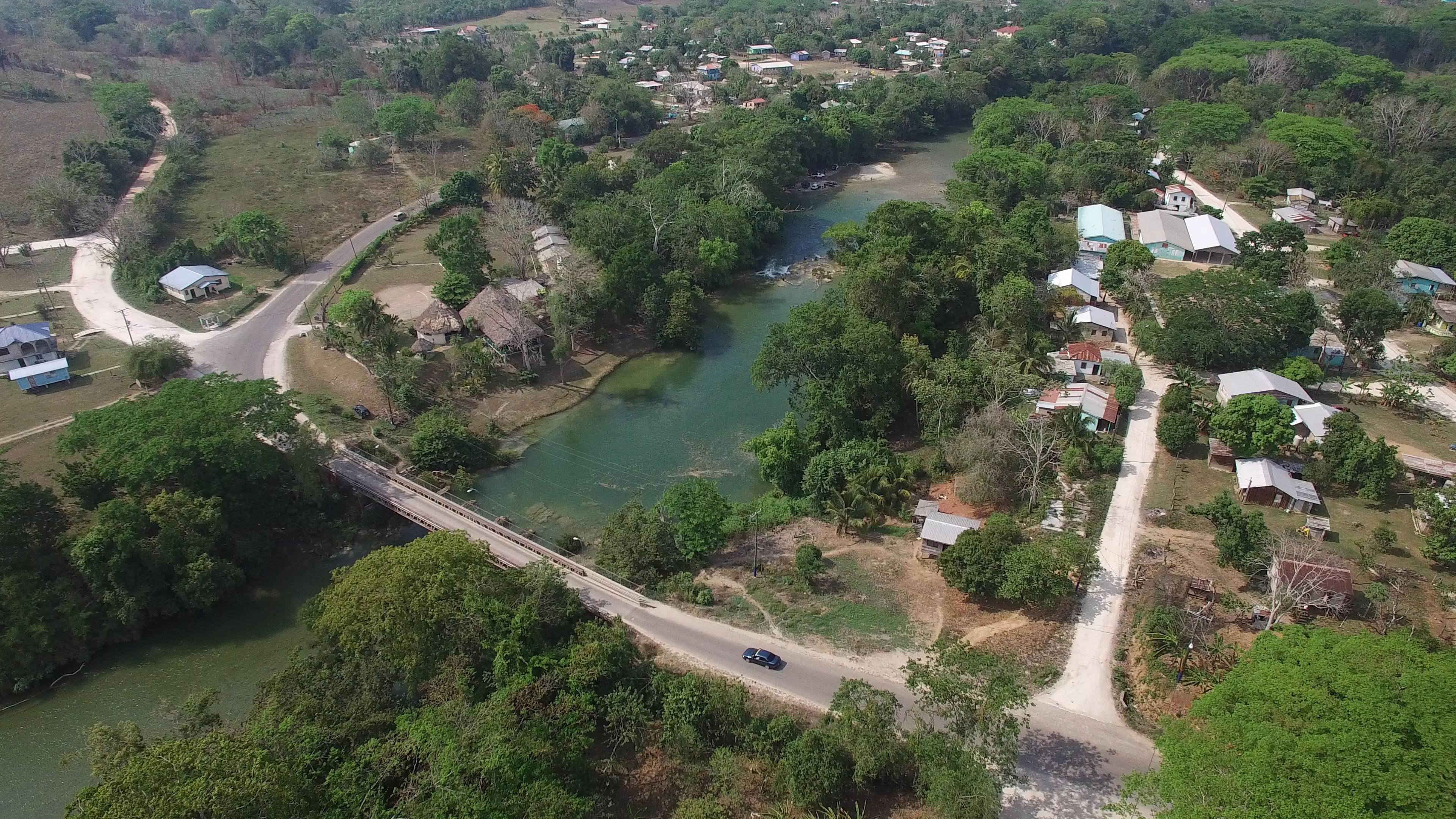
Salvador Fernandez Bridge und Mopan River